# Palthis obliqualis
Palthis obliqualis là một loài bướm đêm trong họ Noctuidae.